# Peligros volcánicos

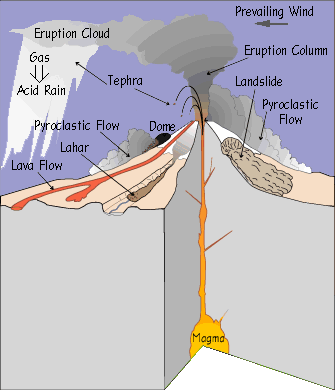
Un diagrama esquemático muestra algunas de las muchas formas en que los volcanes pueden causar problemas a los que están cerca.

Un peligro volcánico es la probabilidad de que ocurra una erupción volcánica o un suceso geofísico relacionado, en una determinada área geográfica y dentro de un período de tiempo específico. El riesgo asociado depende de la proximidad y vulnerabilidad de un bien, recurso natural o una población, cerca de donde podría ocurrir un suceso volcánico.

## Flujos de lava
Las diferentes formas de lava efusiva pueden presentar diversos peligros. La lava pahoehoe es blanda y viscosa, mientras que la lava a'a es compacta y dura. Los flujos de lava normalmente siguen la topografía, se hunden en depresiones y valles y descienden por el volcán. Los flujos de lava destruirán caminos, tierras de cultivo y otras formas de propiedad personal. Esta lava podría destruir casas, autos y vidas que se interpongan en el camino. A pesar de ser peligrosos, se mueven lentamente y esto da tiempo a la población para responder y evacuar las áreas próximas. También se puede y mitigar este peligro al no trasladarse a valles o áreas deprimidas alrededor de un volcán.

## Materiales piroclásticos (tefra) y flujo
Tefra es la palabra común para los diversos fragmentos de escombros expulsados desde un volcán durante una erupción, independientemente de su tamaño. Los materiales piroclásticos generalmente se clasifican según el tamaño: el polvo mide <1/8 mm, la ceniza 1/8–2 mm, la pavesa 2–64 mm, y las bombas y los bloques ambos >64 milímetros Los diferentes tipos de materiales piroclásticos están asociados con distintos peligros. El polvo y la ceniza pueden cubrir automóviles y casas, haciendo que un automóvil no arranque por la acumulación de polvo en el motor. También pueden agregar capas en las casas y añadir peso a los techos, lo que provocaría su derrumbe. Además, la ceniza y el polvo inhalados podrían causar problemas respiratorios a largo plazo en las personas que las inhalansen. Las cenizas son partículas inflamadas de material volcánico expulsado que podrían incendiar casas y áreas boscosas. Las bombas y los bloques corren el riesgo de golpear objetos y personas dentro del alcance del volcán. Los proyectiles se pueden lanzar a miles de metros en el aire y pudiéndose encontrar a varios kilómetros de distancia del punto de erupción inicial.
Un flujo piroclástico es una masa de aire y tefra a gran velocidad (hasta 700 km/h) y extremadamente caliente (~1000 °C), que se desplaza por las laderas de un volcán durante una erupción explosiva.

### Peligros de los viajes aéreos
Las cenizas arrojadas al aire por las erupciones pueden representar un peligro para las aeronaves, especialmente para las aeronaves a reacción, donde las partículas pueden derretirse debido a las altas temperaturas de funcionamiento; las partículas fundidas se adhieren a los álabes de la turbina y alteran su forma, interrumpiendo el funcionamiento de la turbina. Las peligrosas experiencias de 1982 después de la erupción del Galunggung en Indonesia y en 1989 tras de la erupción del Monte Redoubt en Alaska despertaron la conciencia sobre este fenómeno. La Organización de Aviación Civil Internacional estableció nueve Centros de Asesoramiento sobre Cenizas Volcánicas para monitorear las nubes de cenizas y asesorar a los pilotos en consecuencia. La erupción de 2010 del Eyjafjallajökull causó importantes interrupciones en los viajes aéreos en Europa.

## Flujos de lodo, inundaciones, flujos de escombros y avalanchas
Cuando los materiales piroclásticos se mezclan con el agua de un arroyo o río cercano, pueden convertir el curso de agua en flujos de lodo de rápido movimiento. Estos se llaman lahares; y cuando transportan materiales de gran tamaño, como bloques de roca y árboles, se trata de un flujo de escombros volcánicos. Los lahares pueden formarse directamente a partir de un flujo de material piroclástico que desemboca en un río, o posiblemente podrían formarse después de la erupción principal. Estos últimos se denominan lahares secundarios y se forman cuando la lluvia humedece las cenizas y los escombros que ya se encuentran en un área y se adhieren, rodando a lo largo de la topografía. Se estima que solo puede tomar un 30% de agua. para iniciar cenizas en un lahar. Cuanto más grueso y/o más rápido sea, mayor será el potencial para destruir cosas a su paso, lo que lo hace más peligroso que un lahar más lento y/o más diluido. Los lahares y los flujos de lodo pueden dañar edificios, vida silvestre y automóviles y puede resultar difícil escapar una vez atrapados en ellos. Pueden cubrir, desplazar e incluso derribar objetos con su fuerza. Los lahares, los flujos de escombros y los flujos de lodo que viajan hacia un río o arroyo tienen el potencial de colapsar la vía fluvial, obligando al agua a fluir hacia el exterior y provocando una inundación. El material volcánico también podría contaminar el agua, haciéndola insegura para beber.
Los escombros expulsados por el volcán se añaden a los lados de la pendiente con cada erupción, haciendo que estos sean cada vez más empinados, pudiendo colapsar y producir una avalancha. Estas avalanchas transportan material y escombros a distancias muy largas en intervalos muy cortos. Esto hace que un sistema de advertencia sea casi imposible ya que el derrumbe de la pendiente podría ocurrir en cualquier momento. La avalancha destruirá cualquier cosa a su paso, incluidos bienes personales, casas, edificios, vehículos y posiblemente incluso la vida silvestre. Si el impacto de los materiales en la avalancha no destruye vidas u objetos al primer contacto, el daño podría resultar del peso prolongado del material sobre ellos.

## Gases volcánicos
Las grandes erupciones volcánicas explosivas inyectan vapor de agua (H 2 O), dióxido de carbono (CO 2 ), dióxido de azufre (SO 2 ), cloruro de hidrógeno (HCl), fluoruro de hidrógeno (HF) y cenizas (roca pulverizada y piedra pómez ) en la estratosfera a altitudes de 16-32 kilómetros sobre la superficie de la Tierra. Los impactos más significativos de estas inyecciones provienen de la conversión de dióxido de azufre en ácido sulfúrico (H 2 SO 4 ), que se condensa rápidamente en la estratosfera para formar finos aerosoles de sulfato. Las emisiones de SO 2 de dos erupciones diferentes por sí solas son suficientes para comparar su impacto climático potencial. Los aerosoles aumentan el albedo de la Tierra —el reflejo de la radiación del Sol de regreso al espacio— y, por lo tanto, enfrían la atmósfera inferior de la Tierra o troposfera; sin embargo, también absorben el calor irradiado desde la Tierra, calentando así la estratosfera. Varias erupciones durante el siglo pasado han causado una disminución de la temperatura promedio en la superficie de la Tierra de hasta medio grado (escala Fahrenheit) por períodos de uno a tres años; El dióxido de azufre de la erupción del Huaynaputina probablemente causó la hambruna rusa de 1601-1603.

### Lluvia ácida

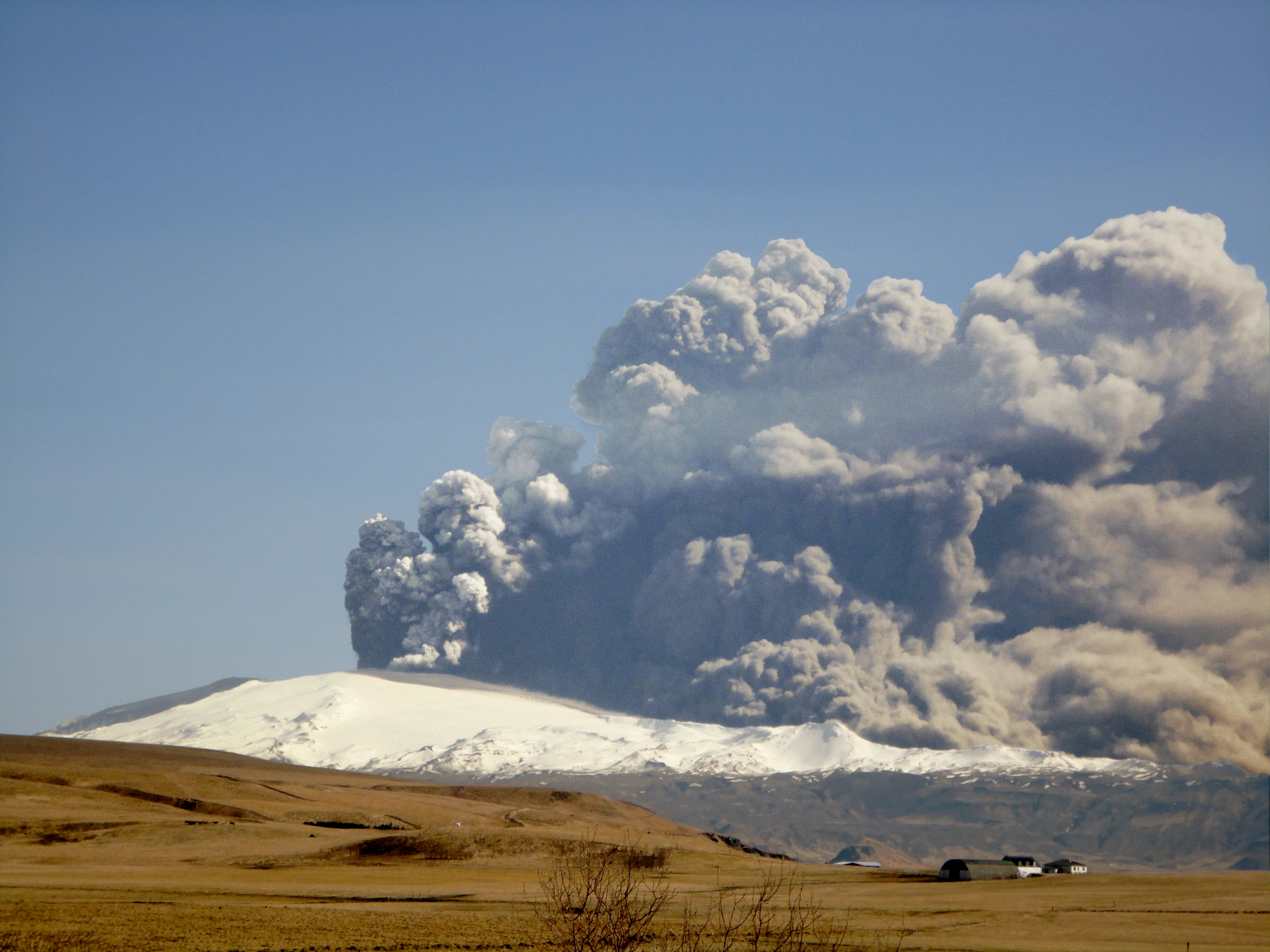
Penacho de ceniza que se eleva desde Eyjafjallajökull el 17 de abril de 2010

Los aerosoles de sulfato promueven reacciones químicas complejas en sus superficies que alteran las especies químicas de cloro y nitrógeno en la estratosfera. Este efecto, junto con el aumento de los niveles de cloro estratosférico debido a la contaminación por clorofluorocarbonos, genera monóxido de cloro (ClO), que destruye el ozono (O 3). A medida que los aerosoles aumentan y se coagulan, se asientan en la troposfera superior, donde sirven como núcleos para nubes cirros y modifican aún más el balance de radiación de la Tierra. La mayor parte del cloruro de hidrógeno (HCl) y el fluoruro de hidrógeno (HF) se disuelven en las gotas de agua en la nube de erupción y caen rápidamente al suelo en forma de lluvia ácida. La ceniza inyectada también cae rápidamente desde la estratosfera; la mayor parte se elimina en unos días a unas pocas semanas. Finalmente, las erupciones volcánicas explosivas liberan dióxido de carbono, un gas de efecto invernadero, y por lo tanto proporcionan una fuente profunda de carbono para los ciclos biogeoquímicos.
Las emisiones de gases de los volcanes contribuyen naturalmente a la lluvia ácida. La actividad volcánica libera alrededor de 130 a 230 teragramos (145 millones a 255 millones de toneladas cortas) de dióxido de carbono cada año. Las erupciones volcánicas pueden inyectar aerosoles en la atmósfera terrestre. Las inyecciones grandes pueden causar efectos visuales como puestas de sol inusualmente coloridas y afectar el clima global principalmente al enfriarlo. Las erupciones volcánicas también brindan el beneficio de agregar nutrientes al suelo a través del proceso de erosión de las rocas volcánicas. Estos suelos fértiles ayudan al crecimiento de plantas y varios cultivos. Las erupciones volcánicas también pueden crear nuevas islas, ya que el magma se enfría y se solidifica al entrar en contacto con el agua.

## Terremotos relacionados con el vulcanismo
Debido a la actividad volcánica pueden ocurrir terremotos. Estos sismos pueden producir deformaciones topográficas y/o destrucción de edificios, viviendas, automóviles, etc. Pueden ocurrir dos tipos diferentes de terremotos: terremotos tectónicos volcánicos y terremotos de largo período. Los terremotos producidos por cambios de tensión en la roca sólida debido a la inyección o extracción de magma (roca fundida) se denominan terremotos tectónicos volcánicos. Estos son peligrosos debido a la posibilidad de grietas en el suelo o fallas en las pendientes, por lo tanto, destruyen todo a su paso. Los terremotos de período prolongado, que ocurren cuando el magma es empujado repentinamente hacia las rocas circundantes, generalmente se consideran precursores de la erupción real.

## Ejemplos

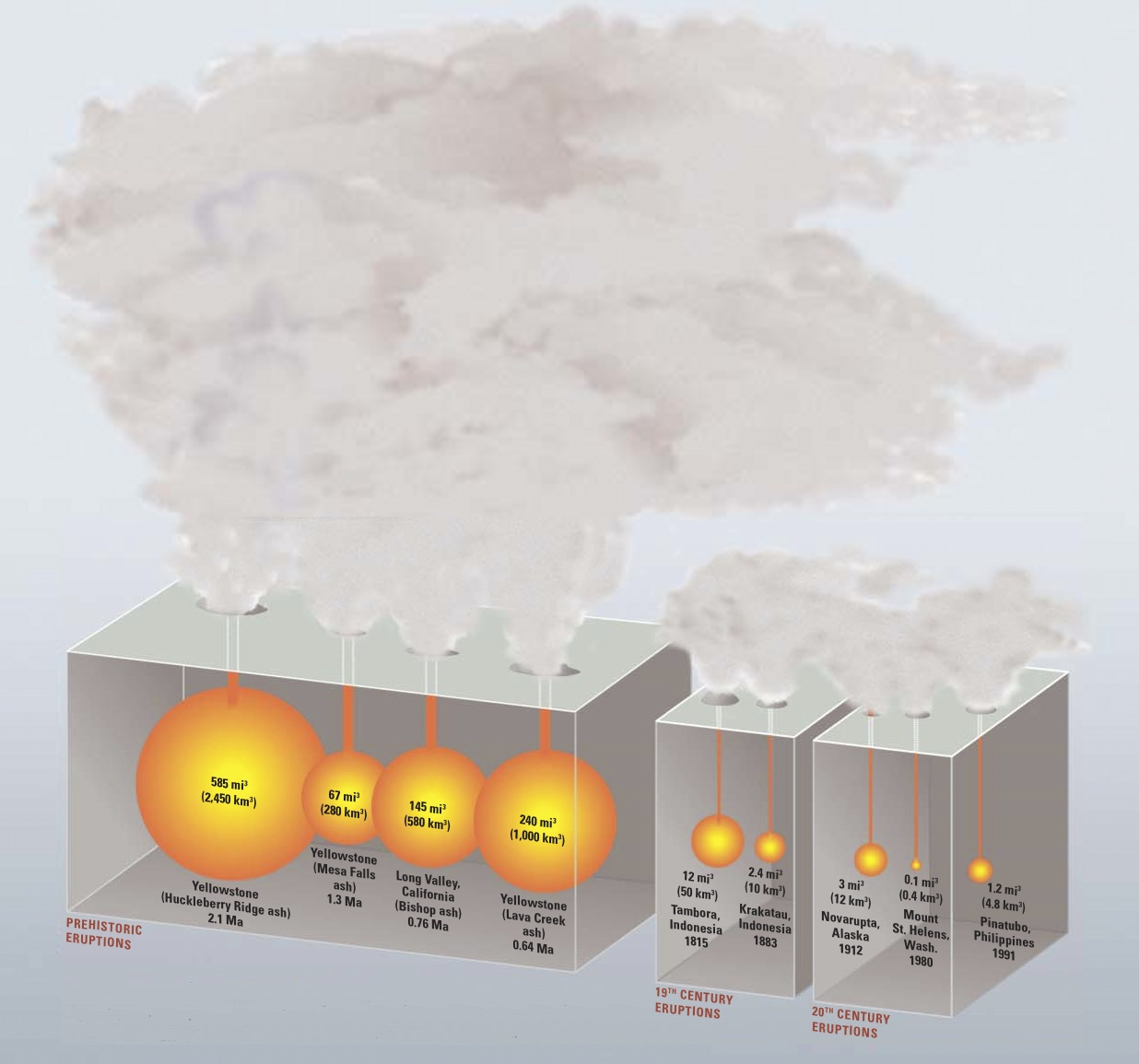
Comparación de las principales supererupciones de Estados Unidos (VEI 7 y 8) con las principales erupciones volcánicas históricas de los siglos XIX y XX. De izquierda a derecha: Yellowstone 2,1 Ma, Yellowstone 1,3 Ma, Long Valley 6,26 Ma, Yellowstone 0,64 Ma. Erupciones del : Tambora 1815, Krakatoa 1883. Erupciones del : Novarupta 1912, St. Helens 1980, Pinatubo 1991.

### Prehistoria
Se cree que hace unos 70.000 años se produjo un invierno volcánico después de la supererupción del lago Toba en la isla de Sumatra en Indonesia. De acuerdo con la teoría de la catástrofe de Toba, a la que se suscriben algunos antropólogos y arqueólogos, tuvo consecuencias globales, matando a la mayoría de los humanos que vivían entonces y creando un cuello de botella poblacional que afectó la herencia genética de todos los humanos en la actualidad.
Se ha sugerido que la actividad volcánica causó o contribuyó a las extinciones masivas del Ordovícico Final, Pérmico-Triásico, Devónico Tardío y posiblemente otras. El evento eruptivo masivo que formó los traps siberianos, uno de los sucesos volcánicos conocidos más grandes de los últimos 500 millones de años de la historia geológica de la Tierra, continuó durante un millón de años y se considera que es la causa probable de la «extinción masiva» de hace unos 250 millones de años, que se estima que mató al 90% de las especies existentes en ese momento.

### Historia
La erupción del Monte Tambora en 1815 creó anomalías climáticas globales que se conocieron como el «año sin verano» debido al efecto en el clima de América del Norte y Europa. En gran parte del hemisferio norte las cosechas agrícolas se perdieron y el ganado murió, lo que resultó en una de las peores hambrunas del siglo XIX.
El gélido invierno de 1740-1741, que provocó una hambruna generalizada en el norte de Europa, también puede deberse a una erupción volcánica.

## Monitoreo y mitigación

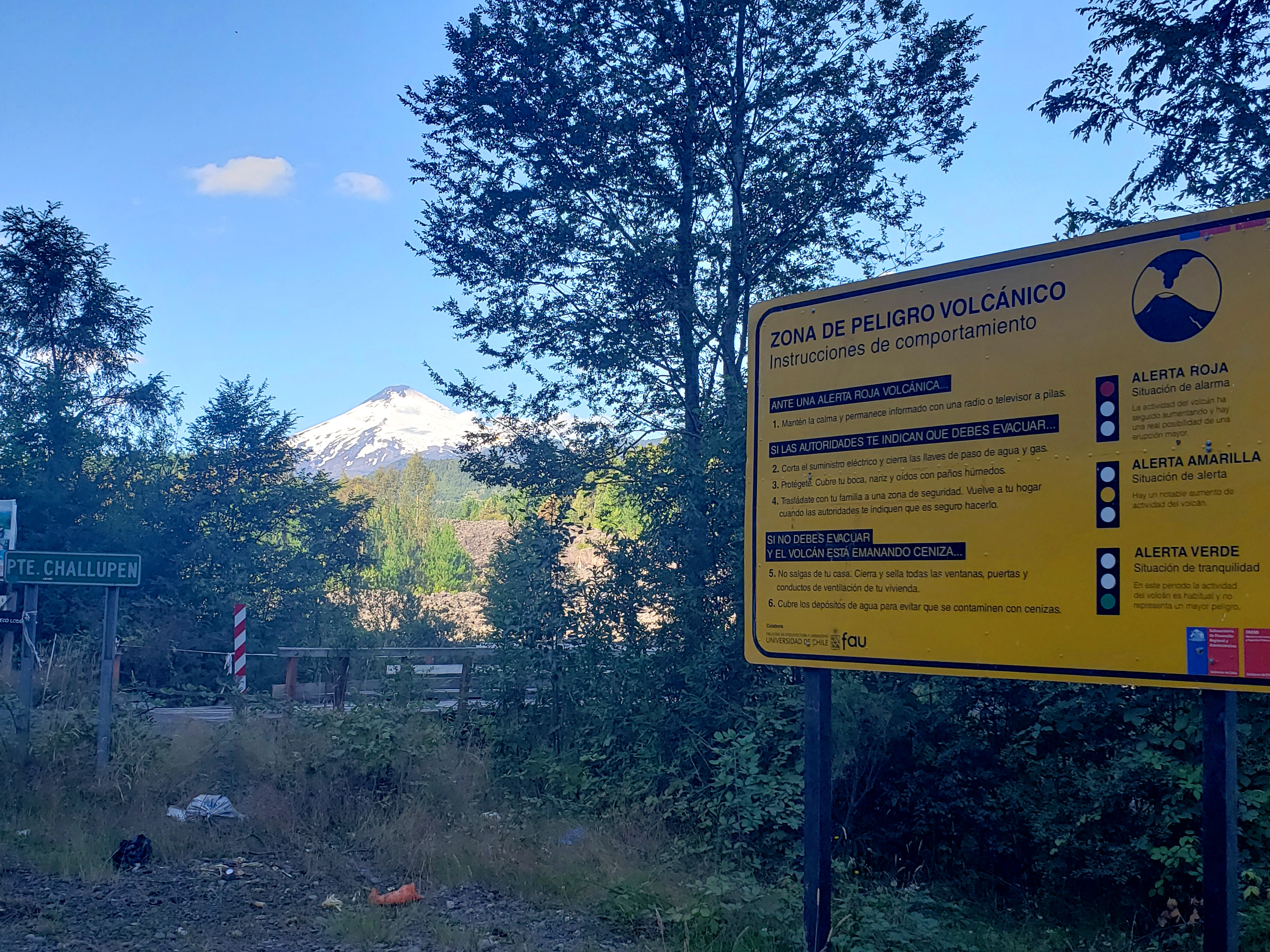
Letrero carretero de aviso de peligro volcánico en los alrededores del volcán Villarrica, en Chile.

Según John Ewert y Ed Miller en una publicación de 1995, la gran mayoría de los volcanes potencialmente activos del mundo no están controlados. De los volcanes históricamente activos en el mundo, menos de una cuarta parte son monitoreados y solo veinticuatro volcanes  son monitoreados minuciosamente por su actividad. También afirman que el setenta y cinco por ciento de las erupciones explosivas más grandes desde 1800 ocurrieron en volcanes que no tenían erupciones históricas anteriores.
Al monitorear la actividad sísmica y geológica, el USGS (sistema de Estados Unidos) puede advertir a las personas con anticipación sobre un peligro inminente. Estos vulcanólogos miden el tamaño de una erupción de dos maneras: la magnitud de la erupción (por el volumen o la masa de magma que erupcionó) y la intensidad de la erupción (por la tasa de magma). Varios sistemas de imagen por satélite, como el InSAR, monitorean la actividad que no está expuesta a simple vista.
Los drones en combinación con pequeños sensores de gas se vuelven cada vez más útiles en el monitoreo volcánico, ya que el uso de estos permite al investigador aumentar la distancia al volcán y, por lo tanto, reducir el riesgo asociado con el muestreo de gas directamente en el cráter. Miniaturizar dichos sistemas ofrece la posibilidad de aumentar la frecuencia de medida reduciendo peso y coste y por tanto mejorar la monitorización. Los gases comúnmente medidos son CO 2 y SO 2 que permiten detectar próximos cambios en la actividad volcánica, como ya se mostró, por ejemplo, en Etna, Italia.
Sin embargo, la situación ha cambiado algo con el Decenio Internacional para la Reducción de los Desastres Naturales  y la estrategia de Yokohama desde 1994. El informe Evaluación Global del Riesgo (GAR, Global Assessment of Risk) es una revisión y análisis bienal de los peligros naturales publicado por la Oficina de las Naciones Unidas para la Reducción del Riesgo de Desastres (UNISDR). El informe implementa el Marco de Acción de Hyogo de la ONU.
El informe Zadeh et al. de la universidad de Cambridge (2014) brinda una descripción general de los riesgos y las implicaciones sociales de los peligros naturales extremos y una evaluación del riesgo global de los volcanes y contienen un llamamiento para fundar una organización vulcanológica mundial comparable a la OMM.
La UE ha iniciado recientemente importantes programas de investigación relacionados con la evaluación de riesgos, como:
- NOVAC - Red de Observación del Cambio Volcánico y Atmosférico.
- MULTIMO - supervisión multidisciplinar, modelización y previsión del peligro volcánico, riesgo de erupción explosiva y apoyo a la toma de decisiones para las poblaciones de la UE amenazadas por los volcanes.
- ERUPT - procesos de erupción y escala de tiempo de evolución de magma en sistemas volcánicos.
- E-RUPTIONS - un sistema de monitoreo sísmico basado en Internet y telecomunicaciones por  satélite para el pronóstico de erupciones volcánicas y la gestión de riesgos.
- EXPLORIS - riesgo de erupción explosiva y apoyo a la toma de decisiones para las poblaciones de la UE amenazadas por volcanes[34]

El Servicio Geológico Británico tiene varios programas de vulcanología en curso.